# Flattach
Flattach osztrák község Karintia Spittal an der Drau-i járásában. 2016 januárjában 1183 lakosa volt. 

## Elhelyezkedése

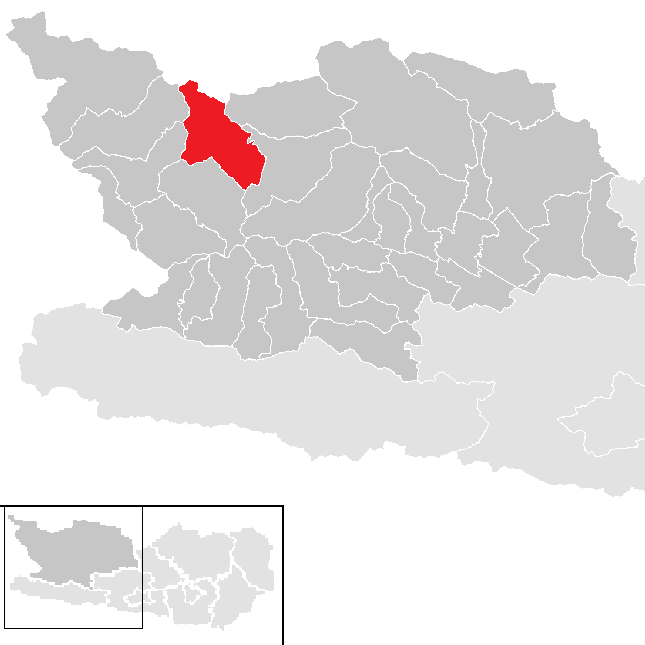
Flattach a Spittali járásban

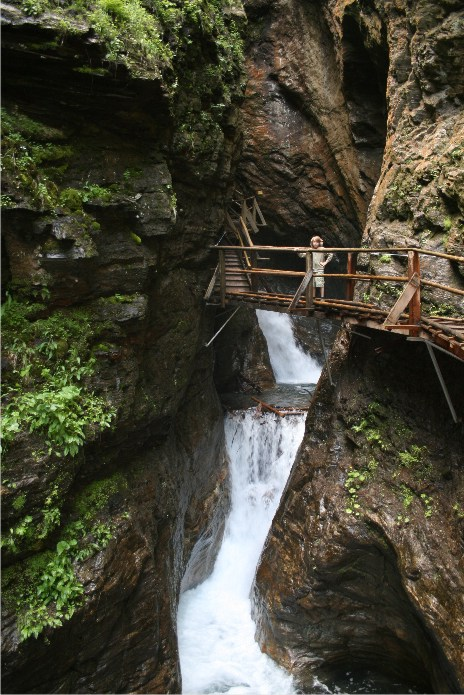
A Ragga-szurdok

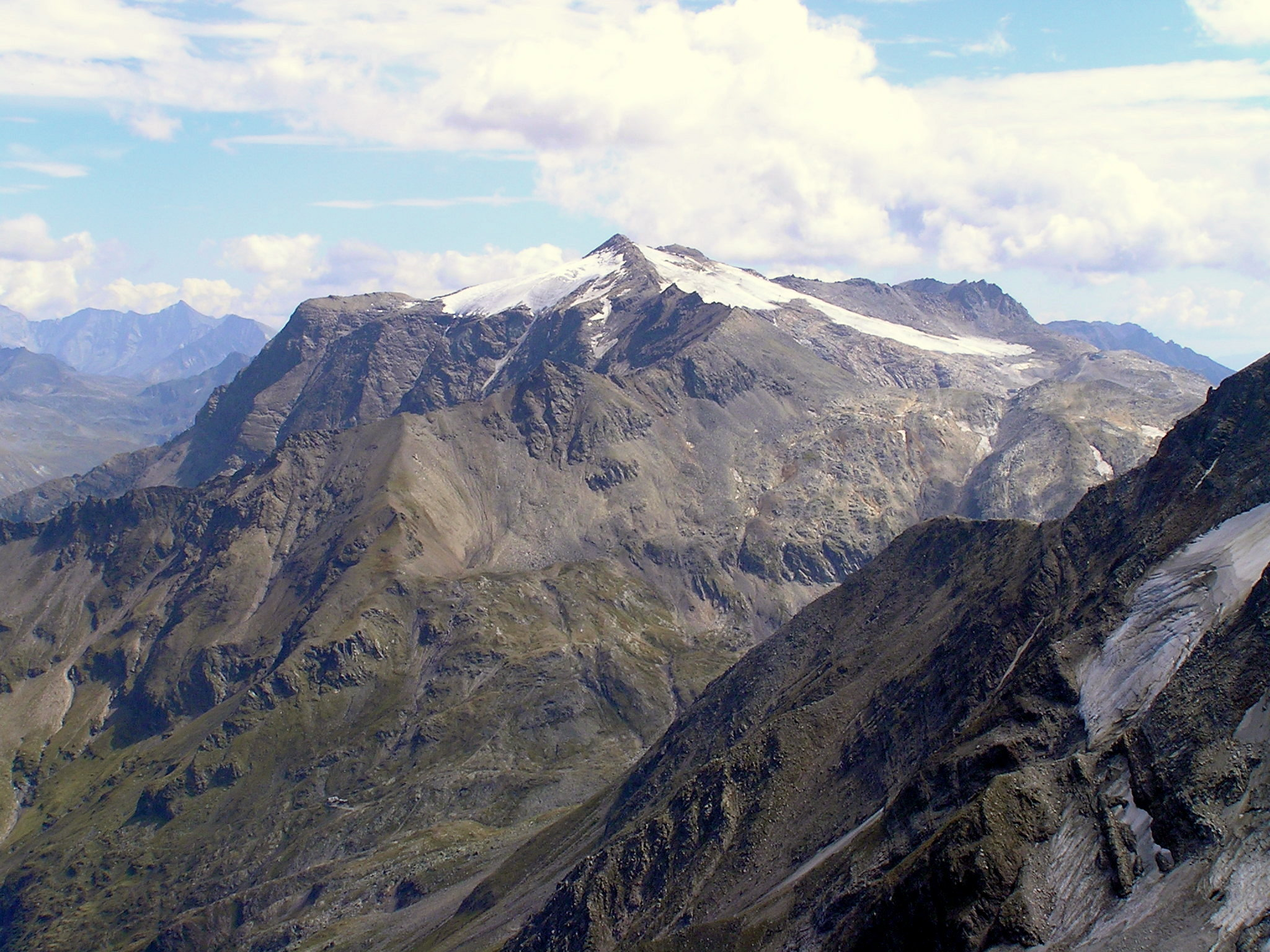
A Schareck és a Mölltali-gleccser

Flattach Karintia északnyugati részén fekszik, a Möll folyó (a Dráva mellékfolyója) völgyében. Északról a Goldberg-csoport, délről a Kreuzeck-csoport hegyei fogják közre. Legmagasabb pontja a 3122 m magas Shareck. Az önkormányzat 9 falut és településrészt fog össze: Außerfragant (252 lakos), Flattach (384), Flattachberg (103), Grafenberg (33), Innerfragant (51), Kleindorf (130), Laas (96), Schmelzhütten (90), Waben (32).
A környező települések: keletre Mallnitz, délkeletre Obervellach, délre Stall, délnyugatra Mörtschach, nyugatra Großkirchheim, északra Bad Gastein (Salzburg tartomány).

## Története
Flattach neve feltehetően szláv eredetű és mocsarat, mohát jelent. Az önkormányzat 1895-ben jött létre, amikor önállóvá vált a szomszédos Obervellachtól. A helyi gazdaság alapját a mezőgazdaság és erdészet, valamint régebben a rézbányászat képezte. A 20. századtól nagyobb jelentőséget kapott a turizmus és Außerfragantban a vízenergia-tárolás.

## Lakosság
A flattachi önkormányzat területén 2016 januárjában 1183 fő élt, ami jelentős csökkenést jelent a 2001-es 1373 lakoshoz képest. Akkor a helybeliek 97%-a volt osztrák, 1,6% pedig német állampolgár. 95,1%-uk katolikusnak, 1,6% evangélikusnak, 1,8% pedig felekezeten kívülinek vallotta magát.

## Látnivalók
- a flattachi Szt. Mátyás-plébániatemplom
- az außerfraganti Miasszonyunk-templom
- a Ragga-szurdok
- a Mölltali-gleccser síterepe

## Testvértelepülések
- Waghäusel (Németország)

## Fordítás
- Ez a szócikk részben vagy egészben  a   Flattach című német Wikipédia-szócikk ezen változatának fordításán alapul.  Az eredeti cikk szerkesztőit annak laptörténete sorolja fel. Ez a jelzés csupán a megfogalmazás eredetét és a szerzői jogokat jelzi, nem szolgál a cikkben szereplő információk forrásmegjelöléseként.